# Andrew Gillum
Andrew Demese Gillum (Miami, 26 de julio de 1979) es un político estadounidense Alcalde de Tallahassee, Florida, desde 2014. Fue candidato del Partido Demócrata para Gobernador de Florida en las elecciones de 2018. Anteriormente fue miembro de la Comisión de la Ciudad de Tallahassee de 2003 a 2014; fue elegido a la edad de los 23 años convirtiéndose en el comisionado más joven de la ciudad.
En 2018, Gillum fue nominado por el Partido Demócrata como candidato para gobernador de Florida tras ganar unas primarias a otros cinco candidatos entre ellos la que fue miembro de la Cámara de Representantes Gwen Graham y el exalcalde de Miami Beach Philip Levine. Compitió en las elecciones generales con el republicano Ron DeSantis.
Gillum está considerado un político progresista próximo al Senador estadounidense Bernie Sanders, siendo el funcionario electo de más alto rango que apoyó su candidatura en primarias.

## Vida personal
El 24 de mayo de 2009, se casó con R. Jai Howard. La pareja tiene tres hijos.
En marzo de 2020, el Tallahassee Democrat reportó que Gillum fue uno de tres hombres, uno de los cuales sufría al momento una sobredosis de drogas, a quienes se les encontró con "bolsas plásticas con metanfetamina" en una habitación de hotel en Miami Beach; empero, no hubo arrestos.  Según muchos medios, el de la sobredosis era un prostituto. En un principio, Gillum estaba demasiado ebrio para comunicarse con la policía. El 16 de marzo Gillum declaró que entraría a un programa de rehabilitación de farmacodependencia.